# Philippa Gregory
Philippa Gregory (Nairobi, 9 gennaio 1954) è una scrittrice britannica, famosa soprattutto per i suoi romanzi storici.

## Biografia
Nata in Kenya, all'età di due anni si trasferì con la famiglia in Inghilterra. A scuola era una "ribelle", ma frequentò e terminò gli studi all'Università del Sussex. Lavorò poi due anni alla radio della BBC, prima di iscriversi all'Università di Edimburgo, dove conseguì un dottorato sulla letteratura del XVIII secolo. Si è poi dedicata all'insegnamento nell'Università di Durham, di Teesside e alla Open University.
I suoi studi le hanno dato una vasta conoscenza di vari periodi storici, in particolare di quello della dinastia dei Tudor e del XVI secolo, tema centrale dei suoi romanzi più famosi. Il suo libro più noto è senza dubbio L'altra donna del re, pubblicato nel 2001 e dal quale sono stati tratti uno sceneggiato televisivo per la BBC in due puntate con Natascha McElhone e Jodhi May e un film interpretato da Eric Bana, Scarlett Johansson, Natalie Portman e Kristin Scott Thomas. Dai romanzi La regina della Rosa Bianca, La regina della Rosa Rossa e La futura regina, appartenenti alla saga La guerra dei cugini (The Cousins War series), è nata una serie televisiva prodotta da BBC e Starz chiamata The White Queen, della quale la Gregory è produttrice esecutiva.

## Opere

### Trilogia diWideacre
1. Sensi (Wideacre, 1987), Sperling & Kupfer, pp 501, ISBN 88-200-0798-3. Uscito in Italia nel 1988.
2. The Favoured Child, 1989
3. Meridon, 1990

### Serie diTradescant
1. Il giardiniere del re (Earthly Joys, 1998)
2. Il giardino del nuovo mondo (Virgin Earth, 1999)

### I romanzi dei Plantageneti e dei Tudor (The Plantagenet and Tudor Novels)
1. L'altra donna del re (The Other Boleyn Girl, 2001), Sperling & Kupfer, pp 658, ISBN 88-200-3827-7. Uscito in Italia nel 2005.
2. Il giullare della regina (The Queen's Fool, 2003), Sperling & Kupfer, pp 632, ISBN 88-200-4286-X. Uscito in Italia nel 2007.
3. L'amante della regina vergine (The Virgin's Lover, 2004), Sperling & Kupfer, pp 439, ISBN 88-200-4045-X. Uscito in Italia nel 2006.
4. Caterina, la prima moglie (The Constant Princess, 2005), Sperling & Kupfer, pp 531, ISBN 88-200-4657-1. Uscito in Italia nel 2009.
5. L'eredità della regina (The Boleyn Inheritance, 2006), Sperling & Kupfer, pp 565, ISBN 88-200-4468-4. Uscito in Italia nel 2008.
6. L'altra regina (The Other Queen, 2008), Sperling & Kupfer, pp 490, ISBN 88-200-4824-8. Uscito in Italia nel 2010.
7. La regina della rosa bianca (The White Queen, 2009), Sperling & Kupfer, pp 464, ISBN 88-200-4842-6. Uscito in Italia nel 2011.
8. La regina della rosa rossa (The Red Queen, 2010), Sperling & Kupfer, pp 433, ISBN 88-200-5082-X. Uscito in Italia nel 2011.
9. La signora dei fiumi (The Lady of the Rivers, 2011), Sperling & Kupfer, pp 527, ISBN 88-200-5185-0. Uscito in Italia nel 2012.
10. La futura regina (The Kingmaker's Daughter, 2012), Sperling & Kupfer, pp 440, ISBN 88-200-5318-7. Uscito in Italia nel 2012.
11. Una principessa per due re (The White Princess, 2013), Sperling & Kupfer, pp 529, ISBN 88-200-5505-8. Uscito in Italia nel 2013.
12. La maledizione del re (The King's Curse, 2014), Sperling & Kupfer, pp 480, ISBN 88-200-6209-7. Uscito in Italia nel 2017.
13. La sesta moglie (The Taming of the Queen, 2015), Sperling & Kupfer, pp 398. Uscito in Italia nel 2018.
14. Tre sorelle, tre regine (Three Sisters, Three Queens, 2016), Sperling & Kupfer, pp 421. Uscito in Italia nel 2019.
15. L'ultima Tudor (The Last Tudor, 2017), Sperling & Kupfer, pp 432. Uscito in Italia nel 2020.

L'ordine cronologico dei libri è: 
- La signora dei fiumi (The Lady of the Rivers) - Protagonista: Giacometta di Lussemburgo
- La regina della rosa bianca (The White Queen) - Protagonista: Elisabetta Woodville
- La regina della rosa rossa (The Red Queen) - Protagonista: Margaret Beaufort
- La futura regina (The Kingmaker's Daughter) - Protagonista: Anna Neville
- Una principessa per due re (The White Princess) - Protagonista: Elisabetta di York
- Caterina, la prima moglie (The Costant Princess) - Protagonista: Caterina d'Aragona
- La maledizione del re (The King's Curse) - Protagonista: Margaret Pole
- Tre sorelle, tre regine (Three Sisters, Three Queens) - Protagonista: Margherita Tudor (con Maria Tudor e Caterina d'Aragona)
- L'altra donna del re (The Other Boleyn Girl) - Protagoniste: Maria Bolena e Anna Bolena
- L'eredità della regina (The Boleyn Inheritance) - Protagoniste: Jane Bolena, Anna di Clèves e Catherine Howard
- La sesta moglie (The Taming of the Queen) - Protagonista: Caterina Parr
- Il giullare della regina (The Queen's Fool) - Protagonista: una giovane ragazza ebrea in servizio alla corte dei Tudor
- L'amante della regina vergine (The Virgin's Lover) - Protagonisti: Elisabetta I, Robert Dudley e Amy Robsart
- L'ultima Tudor (The Last Tudor) - Protagoniste: Jane, Catherine e Mary Grey
- L'altra regina (The Other Queen) - Protagonisti: Maria Stuarda, George Talbot e Bess di Hardwick

### The Order of Darkness Series
1. Changeling (2012)
2. Stormbringers (2013)
3. Fool's Gold (2014)

### Altri romanzi storici (Other Historical Novels)
1. La signora delle ombre (The Wise Woman, 1992)
2. A Respectable Trade (1995)
3. Fallen Skies (1993)

### Romanzi moderni (Modern Novels)
1. Alice Hartley's Happiness (1992)
2. Perfectly Correct (1996)
3. The Little House (1997)
4. Zelda's Cut (2000)